# Анджей Розплоховський
Анджей Ришард Розплоховський (пол. Andrzej Ryszard Rozpłochowski; 7 вересня 1950, Гданськ — 20 грудня 2021, Катовиці) — польський профспілковий діяч і політик, у 1980—1981 роках — голова профцентру Солідарності в Катовицях. Стояв на позиціях непримиренного антикомунізму, виступав за конфронтацію з ПОРП, належав до радикального крила профспілки. Був організатором масових страйків. Інтернований і заарештований при воєнному стані. Звільнений за амністією, емігрував до США. Повернувся до Польщі після зміни суспільно-політичного устрою. Брав участь у діяльності правоконсервативних антикомуністичних сил, підтримував Ярослава Качинського.

## Армія та робота
Народився в сім'ї колишнього офіцера держбезпеки, потім працівника споживкооперації Едварда Розплоховського. Закінчив транспортне училище в Іновроцлаві, отримав професію автомеханіка. Служив до армії, мав намір залишитися професійним військовиком. Відмовився від цього наміру через участь ПНР в інтервенції до Чехословаччини у серпні 1968 року. За відкритий протест було піддано короткочасному арешту.
Працював машиністом тепловоза на залізничному транспорті. У 1977 році перебрався до Катовиці. Змінив професію, працював слюсарем на металургійному комбінаті Хута Катовиці. Політикою серйозно не цікавився, до опозиційних організацій не належав, але регулярно читав підпільне видання ROPCiO. Різко критикував у побутовому спілкуванні урядущу компартію ПОРП й умови роботи на комбінаті.

## «Солідарність» у Катовицях
29 серпня 1980 року Анджей Розплоховський очолив страйк на Хута Катовиці. Був обраний головою Міжзаводського страйкового комітету (MKS). За його ініціативою написали листа на підтримку 21 вимоги Гданського MKS і Звернення до всіх трудящих. Розплоховський займав тверду антикомуністичну позицію. З ініціативи Розплоховського катовицький MKS — єдиний у країні — категорично відмовився від переговорів із партійними комітетами ПОРП. Як партнерів визнавали лише державні структури. Своїм виступом на робочому мітингу Розплоховський зірвав спробу парткому перевести обговорення на рівень господарських проблем комбінату, наполіг на політичному характері руху.
11 вересня 1980 року Розплоховський від імені MKS підписав Катовицьку (Домбрівську) угоду з урядом ПНР. У соціально-політичному сенсі ця угода, яка акцентувала всепольське право на вільні профспілки, заходила далі за Гданську та Щецинську.
У вересні Катовицький MKS перетворили на регіональний профцентр Солідарності. Катовицька профорганізація, яка спиралася на металургійні та транспортні підприємства, була однією з найбільших у країні. До весни 1981 року Розплоховському доводилося боротися за вплив з орієнтованим на співпрацю з ПОРП головою Ястшембського профцентру Ярославом Сенкевичем. Після виходу Сенкевича з профспілки лідерство Розплоховського в регіональній «Солідарності» стало незаперечним.
Голова профцентру Розплоховський входив до радикальної групи «фундаменталістів», виступав за системну конфронтацію з комуністичною владою. Був одним із засновників польського Національного комітету захисту в'язнів совісті. Від імені катовицького профцентру Розплоховський одним із перших висунув вимоги ліквідувати на підприємствах організації ПОРП і вивести з території Польщі радянські війська. У березні 1981 року, під час Бидгощських подій, Розплоховський рішуче наполягав на загальному безстроковому страйку. На цьому ґрунті у нього виник гострий конфлікт із Лехом Валенсою, який погрожував відставкою, якщо позиція Розплоховського отримає більшість. Згодом Розплоховський наголошував на тому, що боровся проти соціалістичної системи, тоді як Валенса — проти «спотворень системи».
Катовицький воєводський комітет ПОРП, зі свого боку, належав до найортодоксальніших у ПНР. Перший секретар Анджей Жабинський та його група стояли на позиціях «партійного бетону», відстоювали партійну монополію влади, домагалися ліквідації «Солідарності». Воєводська комендатура міліції полковника Єжи Груби була схильна до силових методів політичної боротьби. Розплоховський давав жорстку відсіч. Зокрема, полемізуючи з ортодоксально-комуністичним Катовицьким партійним форумом (KFP), він звинувачував «деяких партійних керівників» у заступництві KFP і його лідеру Всеволоду Волчеву — «покидькам сталінської квазімафії, справжнім ворогам Польської Народної Республіки».
Регіональне управління Служби держбезпеки (СБ) полковника Зигмунта Барановського всіма силами намагалося заблокувати укрупнення профцентру та зростання впливу голови. Проти Розплоховського велася спеціальна кампанія з дискредитації. Запускалися хибні чутки про побутове розкладання, грошові розкрадання, монтувалися фотографії з «оргій пияцтва та розпусти». Ці дії не давали результатів хоча б тому, що члени профспілки знали про головну заборону на алкоголь. Тоді розголосили місце колишньої служби Едварда Розплоховського-старшого. Раніше про це не знали ні Анджей Розплоховський-молодший (батько перебував у «Солідарності»), ні тим більше його товариші з профспілки. Були й жорсткі акції — напади, побиття, розпилення отруйних речовин (такими діями займався підлеглий Барановського майор Перек). У профцентр впровадили понад двісті агентів й інформаторів СБ. Завдяки цьому впровадженню у середині 1981 року вдалося заблокувати переобрання Розплоховського головою профцентру — він поступився більш поміркованому інженеру-автомобілебудівнику з Тихи Лешеку Валишевському.

## Арешт, підпілля, еміграція
При введенні воєнного стану Анджея Розплоховського затримали й інтернували рано вранці 13 грудня 1981 року. При затриманні було попереджено про стрілянину на ураження. На Хута Катовиці стався десятиденний окупаційний страйк. У таборах інтернування тримався твердо, йшов на конфлікти з адміністрацією, написав Кодекс честі інтернованого.
За рік, коли більшість інтернованих вже звільнялися, шість «фундаменталістів» і п'ять ідеологів «Солідарності» — Анджей Розплоховський, Анджей Гвязда, Ян Рулевський, Мар'ян Юрчик, Гжегож Палька, Северин Яворський, Кароль Модзелевський, Яцек Куронь, Адам Міхнік, Генрик Вуєць, Збіґнєв Ромашевський — були заарештовані та притягнуті за звинуваченням в антидержавній змові. Підпільна «Солідарність» випустила у 1984 році серію поштових марок із зображеннями політв'язнів, зокрема Анджея Розплоховського. Готувався показовий процес, проте влада не зважилася на його проведення. Усіх семеро, зокрема Анджея Розплоховського, звільнено за амністією у липні 1984 року.
У 1985—1988 роках Розплоховський працював у підпільній «Солідарності». Писав і розповсюджував листівки, організовував акції пам'яті гірників-страйкарів, які загинули на катовицькій шахті «Вуєк». 16 грудня 1987 року, у шосту річницю кровопролиття, він відвідав «Вуек», був схоплений міліцією і побитий. Однак побиття припинили за наказом «невідомого у цивільному одязі» — СБ робила ставку на випровадження Розплоховського з ПНР. Ядвіга Хмельовська вважає, що це було елементом цілеспрямованої підготовки Войцеха Ярузельського та Чеслава Кіщака до налагодження контактів із Лехом Валенсою. Анджей Розплоховський з його радикальної позиції, напевно, перешкоджав би домовленостям.
1 січня 1988 року Анджей Розплоховський, його дружина та названий син емігрували до США. Розплоховський працював автодилером, розносником піци, охоронцем у психіатричній лікарні. Разом із дружиною мав квітковий магазин, букети у Розплоховських замовляв Арнольд Шварценеггер. Але у 2009 році цей бізнес розорився під час глобальної кризи. Політично Анджей Розплоховський орієнтувався на республіканську партію, президентів Рональда Рейгана, Джорджа Буша-старшого та Джорджа Буша-молодшого. Жваво відгукувався на польські події — підтримав страйки 1988 року, але засудив Круглий стіл і політику уряду Тадеуша Мазовецького як «змову з комуністами».

## Особисте життя
Анджей Розплоховський був двічі одружений. З першою дружиною Марилею він розлучився у 1977 році (це було однією з причин переїзду Анджея з Іновроцлава у Катовиці). Формально подружжя, маючи дитину, ще довго не розлучалося. У 1980 році агенти СБ домагалися від Марилі Розплоховської публічних заяв про «аморальність» чоловіка. Вона відмовилася, але розмова з негативними деталями була записана та використовувалася для шантажу.
З другою дружиною Барбарою, робітницею садівничого кооперативу, познайомився на зборах MKS у 1981 році. Барбара стала активісткою «Солідарності», близькою соратницею чоловіка. Під час воєнного стану її також інтернували. Шлюб Анджея з Барбарою було укладено після звільнення обох у 1984 році. Тяжка хвороба Барбари Розплоховської вимагала лікування в США, дозвіл на виїзд влада погоджувалася дати лише подружжю. Саме це спричинило еміграцію Анджея Розплоховського.
У 2006 році стало відомо, що в місцях інтернування Барбару Розплоховську змусили дати підписку про співпрацю з СБ. З'ясувалося також, що інформатором СБ був Едвард Розплоховський, який давав інформацію про сина. Втім, повідомлення дружини та батька не містили серйозних оперативних даних (Розплоховський-старший навіть переконував держбезпеку, що його син є «непоганою людиною»). Анджей Розплоховський сказав, що прощає дружину, а покійний батько відповідає перед іншим судом.

## Повернення до Польщі
2010 року Розплоховські повернулися до Польщі. У політичних розкладах Анджей Розплоховський зайняв правоконсервативну позицію, підтримав Ярослава Качинського. Балотувався в законодавчу раду Сілезії від партії «Право і справедливість», але обраний не був. У 2012 році приєднався до націонал-консервативної солідаристської партії «Солідарна Польща». Розплоховський енергійно продовжував політичну діяльність, виступав за максимальний розвиток громадянського самоврядування та прямої демократії. Ліволіберальних супротивників Качинського характеризував як «внутрішніх ворогів Польщі, п'яту колону неомарксистського Євросоюзу».
У 2011—2013 роках побачили світ мемуари Розплоховського «Postawią ci szubienicę» («Поставлять вам шибениці» — типова погроза 1981 року).
Анджей Розплоховський нагороджений Срібним хрестом за заслуги (від польського уряду у вигнанні) та Лицарським хрестом Ордену Відродження Польщі (від президента Броніслава Коморовського, до 29-ї річниці опору на шахті «Ствір»). Другу нагороду він повернув президентові у січні 2012 року на знак протесту проти інциденту, який стався під час процесу над групою функціонерів ПОРП, відповідальних за воєнний стан. Учасники акції протесту проти несправедливо м'яких, на їхню думку, вердиктів отримали штрафи й адміністративні арешти. Анджей Розплоховський вважав це ганебною помилкою польської юстиції. Гостро полемізував із багатьма соратниками 1980-х років, зокрема з Яном Рулевським.
У 2020 році Анджей Розплоховський різко засудив протестний рух проти заборони абортів. Він підписав опубліковану 27 листопада 2020 року заяву 65 ветеранів «Солідарності» (серед них Анджей Осипув). Особливе обурення авторів викликали нападки протестувальників на католицьку церкву й Івана Павла II. Вони закликали захистити спадщину «найкращого сина польського народу — святого Івана Павла», національну та релігійну традицію — основу польської свободи — від ворогів церкви та Польщі.
Для виступів Анджея Розплоховського характерний непримиренний антикомунізм. Протести 2020 року він вважав інспірованими колишньою номенклатурою ПОРП, її політичними спадкоємцями та європейськими культур-марксистами. Пропонував заборонити СДЛС, колективну відповідальність колишніх членів ПОРП і функціонерів СБ та ЗОМО («від начальника до прибирача») — в ім'я пам'яті загиблих шахтарів. Рекомендував використати досвід антикомуністичного законодавства Другої Речі Посполитої. Союзниками, посібниками та продовжувачами комуністів Розплоховський вважав Фонд Сороса та подібні до нього структури, а також ліволіберальні політичні кола — «що продають Польщу Європейському союзу, так само як ПОРП продавала Польщу Радянському Союзу». Майбутнє Польщі бачив у відновленні національно-патріотичних і католицьких традицій, робітничого самоврядування, моральних принципів ранньої «Солідарності».

## Хвороба та смерть
У період пандемії COVID-19 Анджей Розплоховський, як і багато інших представників вкрай правих сил, заперечував COVID-19 і підтримував антиваксерство. Він відхилив публічну пораду Рулевського про вакцинацію, відмовлявся від лікування за очевидних симптомів. До катовицької клініки МВС було госпіталізовано у листопаді 2021 у тяжкому стані.
Помер Анджей Розплоховський 20 грудня 2021 року у віці 71 року. У відгуках і некрологах характеризувався як «патріот, твердий радикал, стійкий борець за свободу Польщі та права трудящих». Запис у Фейсбуці зробив прем'єр-міністр Польщі Матеуш Моравецький: «Відважною людиною, яка багато зробила для відновлення незалежності Польщі та без якої важко уявити „Солідарність“». Голова «Солідарності» Петро Дуда запропонував президенту Польщі Анджею Дуді посмертно нагородити Розплоховського великим хрестом ордена Відродження Польщі.